# Margaríti
Margaríti är en ort i Grekland.   Den ligger i prefekturen Thesprotia och regionen Epirus, i den västra delen av landet, 300 km nordväst om huvudstaden Aten. Margaríti ligger 328 meter över havet och antalet invånare är 857.
Terrängen runt Margaríti är kuperad. Runt Margaríti är det glesbefolkat, med 16 invånare per kvadratkilometer. Närmaste större samhälle är Paramythiá, 14,0 km norr om Margaríti. 